# Júlia Mendes Pereira
Júlia Mendes Pereira (Lisboa, 8 de mayo de 1990) es una política y activista trans. En 2014, se convirtió en la primera mujer trans líder de un partido político en Portugal, cuando fue elegida miembro de la Mesa Nacional del Bloque de Izquierda.

## Biografía
Nació en Lisboa, Portugal. Júlia vivió la mayor parte de su juventud en Lisboa y en el valle del Tajo, incluso en  Sesimbra. Es licenciada por la Facultad de Letras de la Universidad de Lisboa y cursa un máster en la Universidad de Lisboa, en el área de Estudios Portugueses y Brasileños. En 2011, a los 21 años, Júlia fue la primera persona trans en corregir sus documentos en el registro civil de Lisboa, a través de la ley de identidad de género.

## Trayectoria
En 2009 se convirtió en la coordinadora del GRIT - Grupo de Reflexão e Intervenção Trans (Grupo de Reflexión e Intervención Trans), y fue escuchada en la Asamblea de la República portuguesa, como parte de la futura Ley 7/2011 de 15 de marzo. En 2011, se convirtió en la primera persona trans en unirse a la junta directiva de ILGA Portugal. En 2014, fue elegida para un primer mandato (2014-2016) en el comité directivo de TGEU - Transgender Europe y, ese mismo año, fue elegida miembro de la Coordinadora del Distrito de Setúbal del Bloque de Izquierda. También en 2014, formó parte de la lista de Pedro Filipe Soares en la IX Convención del Bloque de Izquierda, y fue elegida miembro de la Mesa Nacional del partido, convirtiéndose en la primera persona trans en liderar un partido político en Portugal, siendo reelegida en 2016. En mayo de 2015, como líder del partido, intervino y organizó, junto con José Soeiro, una audiencia parlamentaria sobre el reconocimiento y los derechos de las personas trans e intersexuales. En las elecciones legislativas de 2015, se presentó como candidata a la Asamblea de la República, por la circunscripción de Setúbal, convirtiéndose en la primera persona trans en concurrir a este tipo de comicios.
En 2016, Júlia Mendes Pereira lideró la campaña por una nueva ley de identidad de género, basada en el derecho a la autodeterminación de género y la despatologización, tomando como lema el décimo aniversario de la muerte de Gisberta Salce Júnior. En enero de 2018, Júlia fue oída por la Subcomisión de Igualdad y No Discriminación, sobre la futura Ley 38/2018, de 7 de agosto. Tras la aprobación parlamentaria de la ley, Júlia puso su rostro a la campaña #DireitoASer, de la Comisión de Ciudadanía e Igualdad de Género (CIG). En 2019, volvió a Transgender Europe como miembro interino de la junta directiva.
El 7 de julio de 2021, Júlia concedió una entrevista al programa Dois às 10, de TVI, sobre su trayectoria política. En esta ocasión, Catarina Martins, coordinadora del Bloque de Izquierda, le dejó un mensaje, diciendo: «Júlia es una mujer valiente [...] y estas mujeres valientes son fundamentales en nuestro camino por un país un poco más justo y por la igualdad para todas, ¡todas las mujeres!».